# Abbaye de La Colombe
L’abbaye de La Colombe est une ancienne abbaye cistercienne, qui était située sur le territoire de la commune de Tilly, dans l'Indre.
Fondée en 1129 par les moines de Preuilly, sur un potentiel ermitage préexistant, et grâce au soutien du vicomte de Brosse, elle se développe conséquemment jusqu'à la guerre de Cent Ans, servant en particulier de nécropole à la maison de La Trémoille.
Elle est fermée à la Révolution et peu à peu détruite.

## Situation
L'abbaye est située dans le petit vallon du Vavret, à la limite des départements actuels de l'Indre, de la Vienne et de la Haute-Vienne, limite qui correspond aux anciennes frontières des provinces de Berry, de Poitou et de Limousin.

## Histoire

### Fondation
Il semble qu'un ermitage pré-existait à l'emplacement de l'abbaye. Sur la requête de l'archevêque de Bourges Pierre de La Châtre, les cisterciens de Preuilly acceptent de venir renforcer les moines présents et de les encadrer par l'adoption de la règle cistercienne
L'abbaye est fondée notamment grâce à un don du vicomte de Brosse.

### Moyen Âge
L'abbaye de La Colombe, quoiqu'elle ne fonde pas d'abbaye-fille, connaît au Moyen Âge un important développement continu jusqu'au XIVe siècle, possédant jusqu'à douze granges dans les trois provinces contiguës. Par la suite, elle connaît des phases de repli, dues probablement à la guerre de Cent Ans et à la peste noire.
Comme en de nombreuses abbayes, à partir du XIIIe siècle, plusieurs nobles des environs demandent (en général contre rétribution) à être enterrés à l'abbaye. À La Colombe, c'est notamment le cas de nombreux membres de la maison de La Trémoille.
Inhumations dans l'abbaye :
Guy de La Trémoille décédé en 1360 et son épouse Alix de Vouhet décédée en 1361.

### La Révolution
À la Révolution, alors qu'il ne reste que trois moines à l'abbaye, celle-ci est fermée et vendue comme bien national. En 1860, Élie de Beaufort atteste qu'il ne reste à peu près plus rien de l'abbaye.